# Poospiza rufosuperciliaris
A Poospiza rufosuperciliaris a madarak osztályának verébalakúak (Passeriformes) rendjébe és a tangarafélék (Thraupidae) családjába tartozó faj.

## Rendszerezése
A fajt Emmet Reid Blake és Peter Hocking írták le 1974-ben, a Hemispingus nembe Hemispingus rufosuperciliaris néven. Egyes szervezetek jelenleg is ide sorolják.

## Előfordulása
Peru északi-középső részén, az Andokban honos. Természetes élőhelyei a szubtrópusi és trópusi hegyi esőerdők. Állandó, nem vonuló faj.

## Megjelenése
Testhossza 15 centiméter, testtömege 26-33 gramm.

## Természetvédelmi helyzete
Az elterjedési területe kicsi, egyedszáma 1500-7000 példány közötti. A Természetvédelmi Világszövetség Vörös listáján nem fenyegetett fajként szerepel.